# 司馬敏
司馬敏（？—？），字幼達，司州河内郡温縣（今河南温縣）人，西晉宗室，父司马防，晉宣帝司馬懿的八弟。司马敏长兄司马朗字伯达，次兄宣帝司马懿字仲达，三兄司马孚字叔达，四兄司马馗字季达，五兄司马恂字显达，六兄司馬進字惠达，七兄司馬通字雅达，都在当时知名，故号称为“八达”。
西晉建立之前去世，無後。司馬進的兒子高阳王司马睦將長子司馬彪過繼給司馬敏。

## 藝術形象

### 漫畫
《火鳳燎原》（陳某）中，以過人手段將侍衛擊倒，更聲稱「論兇殘，司馬懿連自己一成都沒有」，八達中唯一一位沒有在早期劇情登場。第478回登場。